# Le Mesnil-Gilbert
Le Mesnil-Gilbert ist eine französische Gemeinde mit 142 Einwohnern (Stand: 1. Januar 2022) im Département Manche in der Region Normandie. Sie gehört zum Arrondissement Avranches und zum Kanton Isigny-le-Buat. 
Nachbargemeinden sind Cuves im Nordwesten, Saint-Pois im Norden, Lingeard im Nordosten, Juvigny les Vallées im Südosten und Le Mesnil-Adelée im Südwesten.

## Bevölkerungsentwicklung
| Jahr      | 1962 | 1968 | 1975 | 1982 | 1990 | 1999 | 2008 | 2018 | 2021 |
| --------- | ---- | ---- | ---- | ---- | ---- | ---- | ---- | ---- | ---- |
| Einwohner | 331  | 293  | 234  | 206  | 184  | 154  | 153  | 135  | 138  |

## Sehenswürdigkeiten

Kirche Notre-Dame-de-l’Assomption

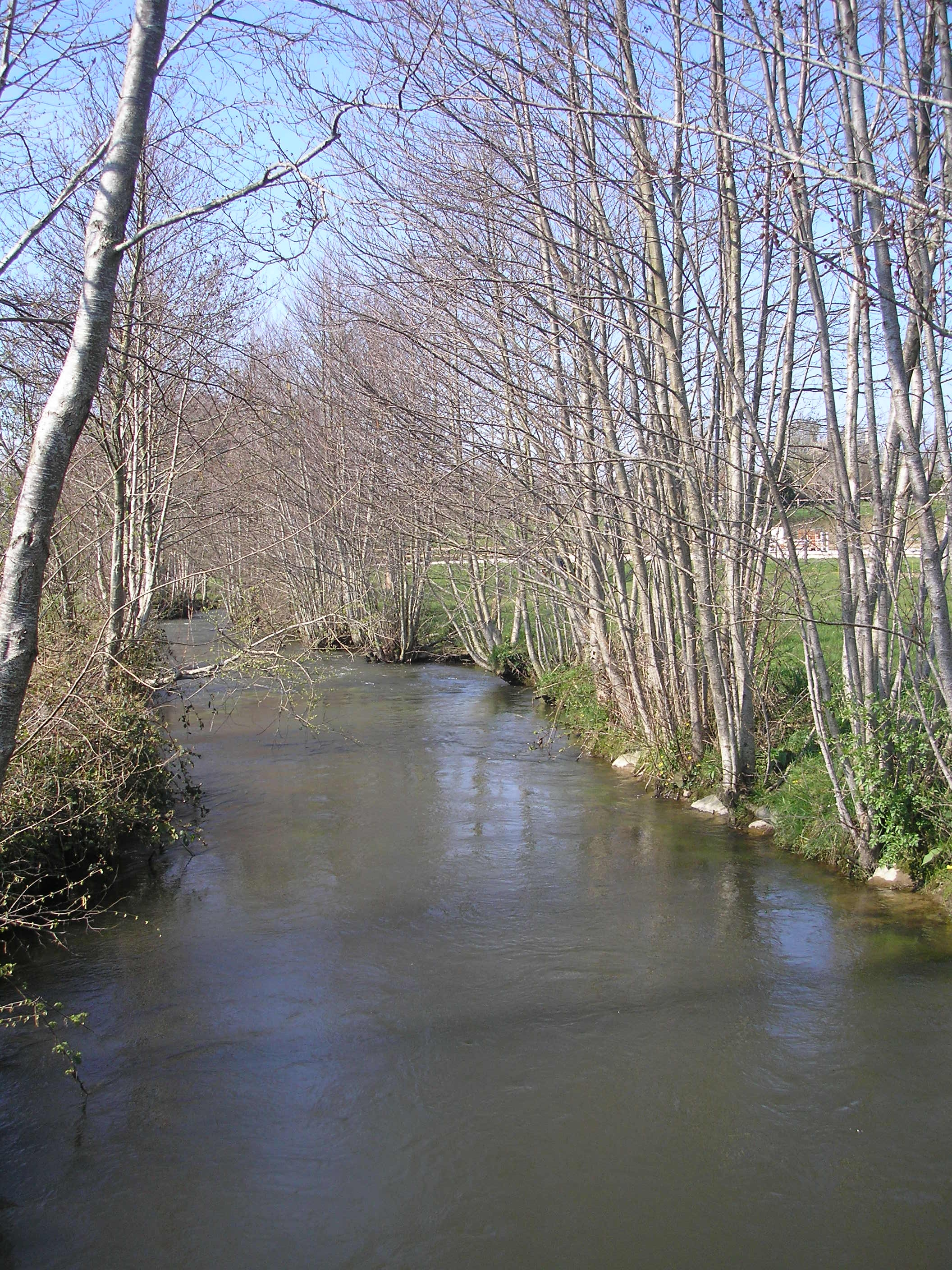
Die Sée bei Le Mesnil-Gilbert

- Kirche Notre-Dame-de-l’Assomption